# パレルモ・シューティング
『パレルモ・シューティング』（英語: Palermo Shooting）は、2008年製作、ヴィム・ヴェンダース監督のドイツ、フランス、イタリア合作映画である。

## 概要
ヴィム・ヴェンダースとデニス・ホッパー、30年振り再会！

## ストーリー
写真家のフィンがドイツ、デュッセルドルフの街中でカメラを回している。ある一人の男が映ったとたん、おかしな光景を目にするようになる……

## 評価
2008年とは思えないカメラワークの古さとは対照的に、近代的なVFXが使用され、映像美が際立っていると高く評価された。終盤、デニス・ホッパーが登場するシーンでは、多くを語り過ぎているのではないかという意見と、これこそヴェンダースがこの作品で伝えたかったことだという意見と、観客の間では大きな議論を呼んだ。